# Lancillotto Borromeo
Lancillotto Borromeo (Carpi, 6 marzo 1473 – Alessandria, 12 luglio 1513) è stato un nobile e politico italiano.

## Biografia
Lancillotto era figlio di Giovanni Guido Borromeo, dei conti di Arona, e di sua moglie, Maria Cleofe Pio, dei signori di Carpi, città dove nacque il 6 marzo 1473. 
Abile politico, sin dalla gioventù seppe distinguersi alla corte ducale di Milano e quando Ludovico il Moro cercò di ottenere con la forza il castello di Domodossola controllato dai Borromeo, si oppose fermamente. Ad Arona, feudo della sua famiglia, venne poi concordata il 10 aprile 1503 la pace tra la Francia e Milano nonché quella tra Milano e la Confederazione Elvetica. Con la cacciata degli Sforza e l'ascesa di Luigi XII di Francia, i Borromeo assieme ad altre casate come i Trivulzio ed i Pallavicino, ottennero maggior potere a Milano.
I suoi buoni rapporti con i francesi, ad ogni modo, durarono poco perché lo sospettarono presto di connivenza con l'imperatore Massimiliano I del Sacro Romano Impero e, ancor più grave, col papa a Roma. Per questo motivo i francesi cercarono di screditarlo presso Matteo Schiner, alleato del pontefice contro i francesi, al quale fecero pervenire  false lettere nelle quali Lancillotto si dichiarava disponibile ad aprire i propri castelli e le proprie tenute agli imperiali in caso di discesa nel milanese. In buona fede, lo Schiner rispose positivamente e queste risposte finirono nelle mani dei francesi che ebbero il pretesto per rinchiudere Lancillotto e i suoi sostenitori nel castello di Novara, in mano loro. Ma la discesa dell'imperatore nel milanese appariva ormai inevitabile, e appena due anni dopo il Borromeo ottenne l'incarico di governatore della città di Novara (14 ottobre 1512), come di Alessandria e dell'intera Val d'Ossola, area ancora pesantemente minacciata da un possibile intervento francese. Domodossola e le valli vicine, furono invece occupate nuovamente dai francesi poco dopo, in unione con le truppe del canton Uri. Il Borromeo fu molto attivo nel compiere rappresaglie nei confronti di quelle aree che,  passate nelle mani del nemico, si rifiutavano di voler far ritorno sotto il ducato di Milano.
Morì ad Alessandria il 12 luglio 1513, e fu successivamente portato a Milano dove venne sepolto nella chiesa di Santa Maria delle Grazie. 
Sposò Lucia di Agostino Adorno, dalla quale ebbe due figlie: Giustina e Isabella.

## Ascendenza
|                                              |                               |                                          | Genitori                                   |  |  | Nonni |  |  | Bisnonni                             |  |  | Trisnonni             |  |
|                                              |                               |                                          |                                            |  |  |       |  |  | Vitaliano I Borromeo, conte di Arona |  |  | Giacomo de' Vitaliani |  |
|                                              |                               |                                          |                                            |  |  |       |  |  | Vitaliano I Borromeo, conte di Arona |  |  | Giacomo de' Vitaliani |  |
|                                              |                               | Margherita Borromeo                      |                                            |  |  |       |  |  | Vitaliano I Borromeo, conte di Arona |  |  |                       |  |
| Filippo Borromeo, conte di Arona             |                               |                                          |                                            |  |  |       |  |  | Vitaliano I Borromeo, conte di Arona |  |  |                       |  |
|                                              |                               | Ambrogina Fagnani                        | Cristoforo Fagnani                         |  |  |       |  |  |                                      |  |  |                       |  |
|                                              |                               | Ambrogina Fagnani                        | Cristoforo Fagnani                         |  |  |       |  |  |                                      |  |  |                       |  |
|                                              |                               | Ambrogina Fagnani                        | ?                                          |  |  |       |  |  |                                      |  |  |                       |  |
| Giovanni Guido Borromeo                      |                               | Ambrogina Fagnani                        |                                            |  |  |       |  |  |                                      |  |  |                       |  |
|                                              |                               | Lancillotto Visconti, conte di Cicognola | Alberto Visconti, signore di Sesto Calende |  |  |       |  |  |                                      |  |  |                       |  |
|                                              |                               | Lancillotto Visconti, conte di Cicognola | Alberto Visconti, signore di Sesto Calende |  |  |       |  |  |                                      |  |  |                       |  |
|                                              |                               | Lancillotto Visconti, conte di Cicognola | Bianchina ?                                |  |  |       |  |  |                                      |  |  |                       |  |
| Franceschina Visconti, contessa di Cicognola |                               | Lancillotto Visconti, conte di Cicognola |                                            |  |  |       |  |  |                                      |  |  |                       |  |
|                                              |                               | Isabella Visconti                        | Azzo Visconti, signore di Ierago           |  |  |       |  |  |                                      |  |  |                       |  |
|                                              |                               | Isabella Visconti                        | Azzo Visconti, signore di Ierago           |  |  |       |  |  |                                      |  |  |                       |  |
|                                              |                               | Isabella Visconti                        | ?                                          |  |  |       |  |  |                                      |  |  |                       |  |
| Lancillotto Borromeo                         |                               | Isabella Visconti                        |                                            |  |  |       |  |  |                                      |  |  |                       |  |
|                                              | Marco I Pio, signore di Carpi | Giberto I Pio, signore di Carpi          |                                            |  |  |       |  |  |                                      |  |  |                       |  |
|                                              | Marco I Pio, signore di Carpi | Giberto I Pio, signore di Carpi          |                                            |  |  |       |  |  |                                      |  |  |                       |  |
|                                              | Marco I Pio, signore di Carpi | Bianca Casati                            |                                            |  |  |       |  |  |                                      |  |  |                       |  |
| Giberto Pio                                  | Marco I Pio, signore di Carpi |                                          |                                            |  |  |       |  |  |                                      |  |  |                       |  |
|                                              |                               | Taddea Roberti                           | ?                                          |  |  |       |  |  |                                      |  |  |                       |  |
|                                              |                               | Taddea Roberti                           | ?                                          |  |  |       |  |  |                                      |  |  |                       |  |
|                                              |                               | Taddea Roberti                           | ?                                          |  |  |       |  |  |                                      |  |  |                       |  |
| Maria Cleofe Pio                             |                               | Taddea Roberti                           |                                            |  |  |       |  |  |                                      |  |  |                       |  |
|                                              |                               | Ludovico Migliorati, signore di Fermo    | Antonio Migliorati                         |  |  |       |  |  |                                      |  |  |                       |  |
|                                              |                               | Ludovico Migliorati, signore di Fermo    | Antonio Migliorati                         |  |  |       |  |  |                                      |  |  |                       |  |
|                                              |                               | Ludovico Migliorati, signore di Fermo    | Antonella ?                                |  |  |       |  |  |                                      |  |  |                       |  |
| Elisabetta Migliorati                        |                               | Ludovico Migliorati, signore di Fermo    |                                            |  |  |       |  |  |                                      |  |  |                       |  |
|                                              |                               | Bellafiore da Carrara                    | Conte da Carrara, conte di Ascoli Piceno   |  |  |       |  |  |                                      |  |  |                       |  |
|                                              |                               | Bellafiore da Carrara                    | Conte da Carrara, conte di Ascoli Piceno   |  |  |       |  |  |                                      |  |  |                       |  |
|                                              |                               | Bellafiore da Carrara                    | Diana Sanseverino                          |  |  |       |  |  |                                      |  |  |                       |  |
|                                              |                               | Bellafiore da Carrara                    |                                            |  |  |       |  |  |                                      |  |  |                       |  |